# Conditio humana
Als Conditio humana (aus dem Mittellateinischen condicio humana) bezeichnet man allgemein die Bedingungen, die zu den besonderen Wesensmerkmalen des Menschen gegenüber denen der anderen naturgegebenen Lebensformen führen. In diesem Sinne ist die Conditio humana seit Alters her Gegenstand der Philosophie im Abendland, zuletzt in der Philosophischen Anthropologie.

## Das politische Handeln als Grundbedingung menschlichen Lebens
Hannah Arendt fragt 1958 in ihrem Buch Vita activa (englisch: The Human Condition) nach den Grundparametern menschlicher Existenz auf dieser Erde. Anlass ist die erste Sputnikmission ins Weltall 1957 und die scheinbar bevorstehende Möglichkeit einer extraterrestrischen Existenz des Menschen. Das Buch stellt eine Auseinandersetzung mit der These der Selbstentfremdung des Menschen von seiner evolutiv-genetisch gegebenen Natur durch kapitalistische Arbeit und Produktionsprozesse dar (vgl. Karl Marx, Pariser Manuskripte 1844). Arendt antwortet auf Marx’ Kritik der modernen Gesellschaft, indem sie nicht die Tätigkeiten der Arbeit und des Herstellens, sondern die des Handelns im alltäglichen menschlichen Miteinander ins Zentrum ihrer Analysen stellt. Diese Art Handeln definiert sie als jene Tätigkeit, die ausschließlich die zwischenmenschlichen Beziehungen betrifft und daher nicht auf den Dinggebrauch bzw. die den Kapitalismus kennzeichnende Verdinglichung des Menschen – etwa zu einem bloßen Produktions-Faktor – angewiesen ist. Das so definierte Handeln sieht sie als das einzige Verhalten (griechisch Ethos), durch das der Mensch im eigentlichen Sinne zu dem werden kann, was er ist. Arendt benennt das Handeln deshalb nicht nur als Conditio sine qua non (notwendige Bedingung), sondern als Conditio per quam (hinreichende Bedingung) des menschlichen Seins. Sie schließt hier an das aristotelische Verständnis des Menschen als jenes gesondert zu betrachtendes Lebewesen an, das über seine soziale Grundlebensform hinaus politische Organisationen gründen kann (s. Zoon politikon).
Als weitere Rahmenbedingungen der menschlichen Existenz nennt Arendt das Leben selbst, die Erde als Heimatplaneten der biologischen Evolution, seine Natalität (Gebürtlichkeit) und Mortalität (Sterblichkeit) sowie Weltbezogenheit und Pluralität. Besonders Arendts Definition des Geborenseins als eine der Grundbedingungen des menschlichen Selbstverständnisses hat auch in neuere bioethische Debatten Eingang gefunden.

## Kritik am Begriff derConditio humana
Einige postmoderne Philosophen lehnen den Begriff der Conditio humana im Sinne der Annahme einer Vorgabe menschlicher Natur als essentialistisch überhaupt ab. So spricht Roland Barthes von der Conditio humana als einem Mythos, mit dem durch Naturalisierung die Welt festgeschrieben werde:

„Der Mythos von der Conditio humana stützt sich auf eine sehr alte Mystifikation, die seit jeher darin besteht, auf den Grund der Geschichte die Natur zu setzen.“

Beispielhaft erläutert er dies in seinem Essay Die große Familie der Menschen über die Ausstellung The Family of Man, dessen Titel bereits eine ursprünglich „zoologische“ Klassifizierung „sentimentalisiert“ und „moralisiert“.